# Dentachionaspis pseudonivea
Dentachionaspis pseudonivea är en insektsart som först beskrevs av Malenotti 1916.  Dentachionaspis pseudonivea ingår i släktet Dentachionaspis och familjen pansarsköldlöss.
Artens utbredningsområde är Somalia. Inga underarter finns listade i Catalogue of Life.